# Ut i natten (Noice)
Ut i natten är en låt av den svenska rockgruppen Noice. Låten kom med som den sjätte låten på albumet Bedårande barn av sin tid, släppt 1980. Ut i natten skrevs av keyboardisten Freddie Hansson och basisten Peo Thyrén. 
En liveversion av "Ut i natten" finns med på albumet Live på Ritz, släppt 1982. Två liveversioner till av låten som var inspelade 1995 och 2004 finns med på DVD filmen Officiell Bootleg Live. Låten finns också med på samlingsalbumet Flashback Number 12.
När Noice återförenades spelade de in låten igen till albumet Vild, vild värld, släppt 1995.
Låten spelades in för en tredje gång 2004 med sångaren Marcus Öhrn och släppt på albumet 2004.

## Musiker
- Hasse Carlsson – sång/gitarr
- Peo Thyrén – elbas
- Freddie Hansson – klaviatur
- Robert Klasen – trummor